# 哈维斯·阿曼达

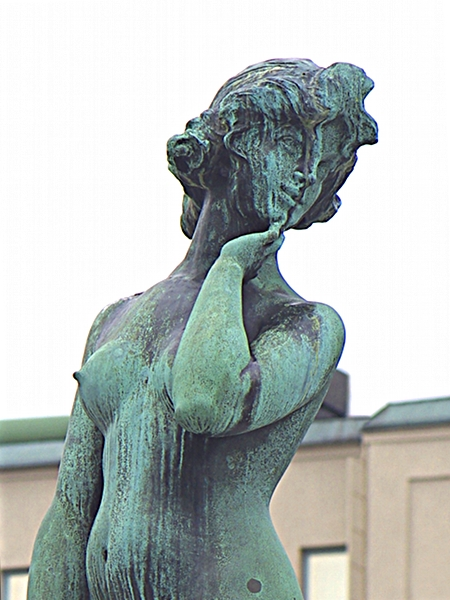
哈维斯·阿曼达雕像的近景

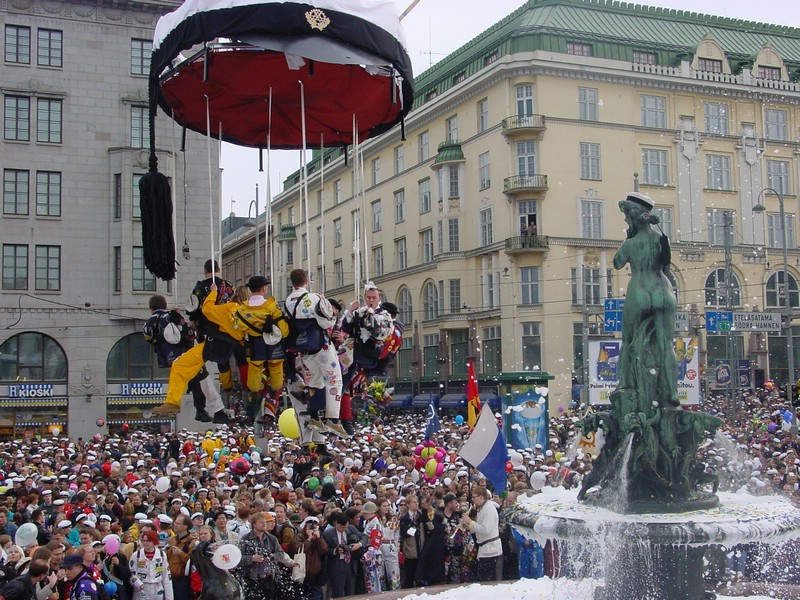
2002年瓦普节时芬兰大学生给雕像戴帽仪式时的情景

哈维斯·阿曼达（芬蘭語：Havis Amanda）是一尊位于芬兰赫尔辛基的裸体女性雕像。它是1906年由维勒·瓦尔格伦在巴黎雕塑成的，但直到1908年才安放在赫尔辛基集市广场上现有的位置中。
哈维斯·阿曼达是瓦尔格伦在巴黎创作的新艺术风格作品之一。它是由青铜浇铸的，安放在由花岗岩做成的喷泉上面。她是一个站在海藻上冒水而出的美人鱼，腿部旁边有四条喷水的鱼，喷泉周围环绕着四条海狮。她身体稍微向后倾斜，仿佛是向她的水底世界告别。瓦尔格伦的用意是以此象征赫尔辛基获得重生。雕塑的高度为194厘米，放在站台上高达5米。根据瓦尔格伦的信件，雕塑的模特是一位19岁的巴黎少女Marcelle Delquini。
瓦尔格伦自己给这件作品取的名字是美人鱼（芬蘭語：Merenneito），但它很快就得到了别的昵称。瑞典语报纸把它取名为“哈维斯·阿曼达”（Havis Amanda），芬兰语报纸则称它为“哈维斯托曼塔”（Haaviston Manta）或简称为“曼塔”（Manta）。“哈维斯·阿曼达”（Havis Amanda）是宣传手册和旅游指南中常用的名字。